# Linear pulse code modulation
 (octobre 2024).
Si vous disposez d'ouvrages ou d'articles de référence ou si vous connaissez des sites web de qualité traitant du thème abordé ici, merci de compléter l'article en donnant les références utiles à sa vérifiabilité et en les liant à la section « Notes et références ».
Linear pulse code modulation (LPCM) est une méthode pour coder l'information audio de façon numérique.
Le terme PCM et LPCM définissent le nom du codec contenu dans différents conteneurs audio tel que WAV et AIFF. LPCM est un format de codage sans perte décrit/utilisé dans les compact disc (livre rouge) mais aussi dans les DVD, les Blu-ray et les connecteurs HDMI.
La résolution ou taille de l'échantillon (p. ex. codées sur 8, 16 ou 24 bits), la fréquence d'échantillonnage (p. ex. 22,05, 44,1 ou 48 kilohertz), le nombre de pistes dépendent des normes et non des limitations techniques ;  ainsi les lecteurs DVD au niveau audio doivent supporter au minimum les pistes 16 bits 48 kHz, le nombre de piste pouvant être de 2 (stéréo) ou plus en suivant la norme Dolby Digital ou DTS.